# Protoplaneta

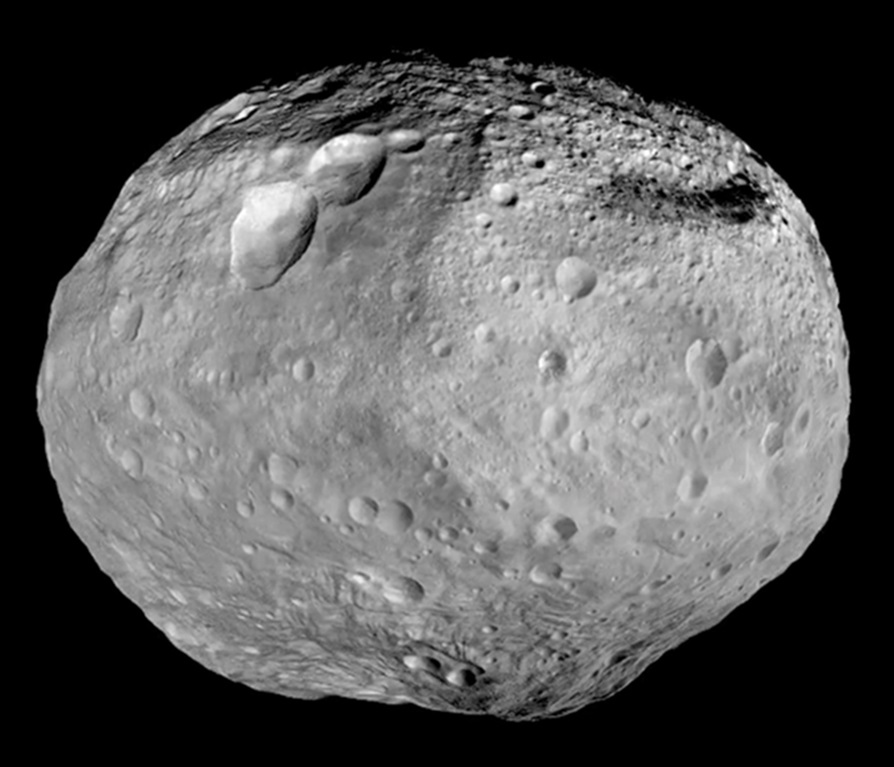
Westa, protoplaneta zachowana w Układzie Słonecznym

Protoplaneta – obiekt astronomiczny, będący wczesnym stadium rozwoju  planety, który jeszcze nie zakończył zasadniczego wzrostu masy i rozmiarów. Takie ciała tworzą się w początkowym okresie formowania układu planetarnego i przekształcają w planety, bądź zatrzymują w rozwoju stając się dużymi planetoidami.
Nie jest to ściśle zdefiniowany termin. Obejmuje on obiekty o średnicach 100–10 000 km, dostatecznie duże, aby przyciągać ziarna materii i planetozymale siłą własnej grawitacji. Pod względem fizycznym obiekty te są zlepkami planetozymali, w których wnętrzu ciśnienie i temperatura są dość wysokie, aby nastąpiła dyferencjacja grawitacyjna i wykształcenie się warstw o różnym składzie i gęstości. Masywna planetoida (4) Westa jest uznawana za taką zdyferencjonowaną protoplanetę, która przetrwała do czasów obecnych, nie stając się częścią większej planety.
Planety-olbrzymy mogą formować się na dwa sposoby. Pierwszy scenariusz zakłada powstanie skalistego jądra; dostatecznie masywna protoplaneta zaczyna ściągać oprócz materii stałej także gaz z dysku protoplanetarnego. Gazowa protoplaneta jest w stanie otworzyć lukę w dysku, co zatrzymuje proces wzrostu masy. Drugi scenariusz zakłada powstanie niestabilności w mgławicy, z której w szybkim tempie rozwija się gazowa protoplaneta. Proces akrecji prowadzi do rozgrzania protoplanet, przez co świecą one silnie w podczerwieni. Kosmiczny Teleskop Jamesa Webba będzie mógł obserwować takie obiekty.